# Kombinacja norweska na zimowych igrzyskach olimpijskich

Zawody w kombinacji norweskiej w ramach zimowych igrzysk olimpijskich rozgrywane są od Zimowych Igrzysk Olimpijskich w 1924 w Chamonix, (Francja). Wówczas rozgrywana była jedynie konkurencja indywidualna. Od Zimowych Igrzysk Olimpijskich w 1988 w Nagano rozgrywane są olimpijskie zawody drużynowe, a od Zimowych Igrzysk Olimpijskich w 2002 w Salt Lake City do Igrzysk w Turynie w 2006 roku sprint był trzecią konkurencją w tej dyscyplinie. Na Igrzyskach w Vancouver w 2010 roku program zawodów w kombinacji składał się z zawodów indywidualnych metodą Gundersena zarówno na dużej jak i normalnej skoczni oraz konkursu drużynowego.

## Kalendarium
| Rok  | Miejscowość            | Kraj              | Zawody                                                       |
| ---- | ---------------------- | ----------------- | ------------------------------------------------------------ |
| 1924 | Chamonix               | Francja           | Kombinacja norweska na Zimowych Igrzyskach Olimpijskich 1924 |
| 1928 | St. Moritz             | Szwajcaria        | Kombinacja norweska na Zimowych Igrzyskach Olimpijskich 1928 |
| 1932 | Lake Placid            | Stany Zjednoczone | Kombinacja norweska na Zimowych Igrzyskach Olimpijskich 1932 |
| 1936 | Garmisch-Partenkirchen | III Rzesza        | Kombinacja norweska na Zimowych Igrzyskach Olimpijskich 1936 |
| 1948 | St. Moritz             | Szwajcaria        | Kombinacja norweska na Zimowych Igrzyskach Olimpijskich 1948 |
| 1952 | Oslo                   | Norwegia          | Kombinacja norweska na Zimowych Igrzyskach Olimpijskich 1952 |
| 1956 | Cortina d’Ampezzo      | Włochy            | Kombinacja norweska na Zimowych Igrzyskach Olimpijskich 1956 |
| 1960 | Squaw Valley           | Stany Zjednoczone | Kombinacja norweska na Zimowych Igrzyskach Olimpijskich 1960 |
| 1964 | Innsbruck              | Austria           | Kombinacja norweska na Zimowych Igrzyskach Olimpijskich 1964 |
| 1968 | Grenoble               | Francja           | Kombinacja norweska na Zimowych Igrzyskach Olimpijskich 1968 |
| 1972 | Sapporo                | Japonia           | Kombinacja norweska na Zimowych Igrzyskach Olimpijskich 1972 |
| 1976 | Innsbruck              | Austria           | Kombinacja norweska na Zimowych Igrzyskach Olimpijskich 1976 |
| 1980 | Lake Placid            | Stany Zjednoczone | Kombinacja norweska na Zimowych Igrzyskach Olimpijskich 1980 |
| 1984 | Sarajewo               | Jugosławia        | Kombinacja norweska na Zimowych Igrzyskach Olimpijskich 1984 |
| 1988 | Calgary                | Kanada            | Kombinacja norweska na Zimowych Igrzyskach Olimpijskich 1988 |
| 1992 | Albertville            | Francja           | Kombinacja norweska na Zimowych Igrzyskach Olimpijskich 1992 |
| 1994 | Lillehammer            | Norwegia          | Kombinacja norweska na Zimowych Igrzyskach Olimpijskich 1994 |
| 1998 | Nagano                 | Japonia           | Kombinacja norweska na Zimowych Igrzyskach Olimpijskich 1998 |
| 2002 | Salt Lake City         | Stany Zjednoczone | Kombinacja norweska na Zimowych Igrzyskach Olimpijskich 2002 |
| 2006 | Turyn                  | Włochy            | Kombinacja norweska na Zimowych Igrzyskach Olimpijskich 2006 |
| 2010 | Vancouver              | Kanada            | Kombinacja norweska na Zimowych Igrzyskach Olimpijskich 2010 |
| 2014 | Soczi                  | Rosja             | Kombinacja norweska na Zimowych Igrzyskach Olimpijskich 2014 |
| 2018 | Pjongczang             | Korea Południowa  | Kombinacja norweska na Zimowych Igrzyskach Olimpijskich 2018 |
| 2022 | Zhangjiakou            | Chiny             | Kombinacja norweska na Zimowych Igrzyskach Olimpijskich 2022 |

## Zawody
| Konkurencja                       | 24 | 28 | 32 | 36 | 48 | 52 | 56 | 60 | 64 | 68 | 72 | 76 | 80 | 84 | 88 | 92 | 94 | 98 | 02 | 06 | 10 | 14 | 18 | 22 | Razem |
| --------------------------------- | -- | -- | -- | -- | -- | -- | -- | -- | -- | -- | -- | -- | -- | -- | -- | -- | -- | -- | -- | -- | -- | -- | -- | -- | ----- |
| Indywidualnie (skocznia normalna) | •  | •  | •  | •  | •  | •  | •  | •  | •  | •  | •  | •  | •  | •  | •  | •  | •  | •  | •  | •  | •  | •  | •  | •  | 24    |
| Indywidualnie (skocznia duża)     |    |    |    |    |    |    |    |    |    |    |    |    |    |    |    |    |    |    |    |    | •  | •  | •  | •  | 4     |
| Drużynowo                         |    |    |    |    |    |    |    |    |    |    |    |    |    |    | •  | •  | •  | •  | •  | •  | •  | •  | •  | •  | 10    |
| Sprint                            |    |    |    |    |    |    |    |    |    |    |    |    |    |    |    |    |    |    | •  | •  |    |    |    |    | 2     |
|                                   |    |    |    |    |    |    |    |    |    |    |    |    |    |    |    |    |    |    |    |    |    |    |    |    |       |
| Ogólnie                           | 1  | 1  | 1  | 1  | 1  | 1  | 1  | 1  | 1  | 1  | 1  | 1  | 1  | 1  | 2  | 2  | 2  | 2  | 3  | 3  | 3  | 3  | 3  | 3  | 40    |

## Klasyfikacja medalowa (1924–2022)
| Miejsce | Państwo           |    |    |    | Razem |
| ------- | ----------------- | -- | -- | -- | ----- |
| 1.      | Norwegia          | 15 | 12 | 8  | 35    |
| 2.      | Niemcy            | 12 | 7  | 9  | 28    |
| 2.      | jako NRD          | 3  | 0  | 4  | 7     |
| 2.      | jako RFN          | 2  | 1  | 0  | 3     |
| 2.      | jako RFN / NRD    | 1  | 0  | 1  | 2     |
| 3.      | Finlandia         | 4  | 8  | 2  | 14    |
| 4.      | Austria           | 3  | 2  | 11 | 16    |
| 5.      | Japonia           | 2  | 3  | 2  | 7     |
| 6.      | Francja           | 2  | 1  | 1  | 4     |
| 7.      | Stany Zjednoczone | 1  | 3  | 0  | 4     |
| 8.      | Szwajcaria        | 1  | 2  | 1  | 4     |
| 9.      | Rosja             | 0  | 1  | 3  | 4     |
| 9.      | jako ZSRR         | 0  | 1  | 2  | 3     |
| 10.     | Szwecja           | 0  | 1  | 1  | 2     |
| 11.     | Polska            | 0  | 0  | 1  | 1     |
| 11.     | Włochy            | 0  | 0  | 1  | 1     |